# Michel Bergmann

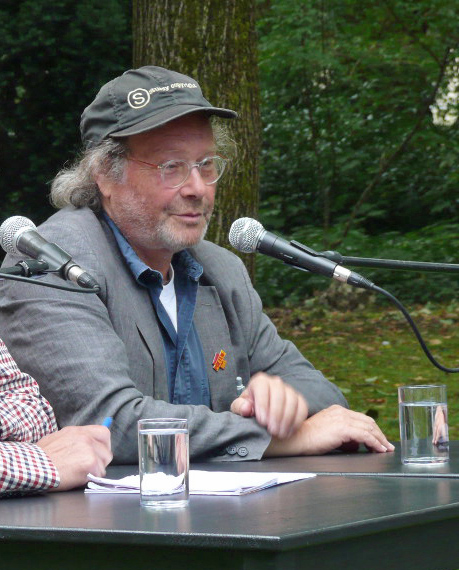
Michel Bergmann bei einem Interview auf dem Erlanger Poetenfest 2011

Michel Bergmann (* 6. Januar 1945 in Riehen bei Basel; † 15. Juni 2025 in Berlin) war ein schweizerisch-deutscher Regisseur, Filmproduzent, Journalist und Schriftsteller.

## Leben
Bergmann wurde als Kind internierter jüdischer Flüchtlinge im Internierungslager Riehen bei Basel in der Schweiz geboren. Seine Mutter stammte aus Zirndorf, sein Vater aus Polen. Seine Kindheit und Jugend verbrachte er mit seiner Familie zuerst in Paris und danach in Frankfurt am Main, wo er nach dem Studium eine Ausbildung bei der Frankfurter Rundschau absolvierte und anschließend als freier Journalist tätig wurde. Später wechselte er in die Filmbranche, wo er als Regisseur, Produzent und vor allem als Drehbuchschreiber für Film und Fernsehen in Erscheinung trat (Hallo Onkel Doc, Otto – Der Katastrofenfilm, Hagedorns Tochter, Bis dass dein Tod uns scheidet, My Lovely Monster, Polizeiruf 110, Unter Verdacht, SOKO Wismar etc.). Daneben schrieb er Beiträge für Printmedien und verschiedene Anthologien.
2010 brachte er den ersten Teil seiner Roman-Trilogie unter dem Titel Die Teilacher heraus, der auf humorvolle Art die Nachkriegsgeschichte der Frankfurter Juden thematisiert. Der Roman war ein großer Erfolg und wurde ab 2016 von Sam Garbarski (Irina Palm) als Deutsch-Luxemburgisch-Belgische-Coproduktion verfilmt. 2017 wurde der Film unter dem Titel Es war einmal in Deutschland… auf der Berlinale uraufgeführt. Basierend auf Die Teilacher und der Fortsetzung Machloikes kam der Film anschließend in die Kinos und wurde in 37 Länder verkauft. Bergmann war hieran als Drehbuchautor beteiligt.
Die Roman-Fortsetzung Machloikes erschien im September 2011. Deren Fortsetzung Herr Klee und Herr Feld erschien 2013. Gemeinsam mit Anke Apelt schrieb er den historischen Roman Die Ärztin unter dem Pseudonym Anke Michel, erschienen 2010 als Taschenbuch beim Aufbau-Verlag. 2014 veröffentlichte er in Alles was war seine Kindheitserinnerungen. In seinem Kurzroman Weinhebers Koffer (2015) rekonstruiert Bergmann eine Lebensgeschichte und beleuchtet dabei sowohl die Umstände der Entstehung des Staates Israel als auch den Konflikt zwischen Israel und Palästina.
2021 erschien sein erster Kriminalroman beim Heyne-Verlag Der Rabbi und der Kommissar – Du sollst nicht morden als Auftakt einer Reihe. Im Oktober 2022 folgte der zweite unter dem Titel Du sollst nicht begehren und im Dezember 2023 der dritte Teil unter dem Titel Fremde Götter. Mit seinem Sohn, dem Autor Emanuel Bergmann, arbeitet er an der Verfilmung der Rabbi-Romane.
2022 erschienen Weinhebers Koffer und Herr Klee und Herr Feld (gemeinsam mit Anke Apelt) als Theaterstücke. Letzteres wurde mit Udo Samel und Matthias Habich in den Hauptrollen im Mai 2022 in den Hamburger Kammerspielen uraufgeführt.
Im Februar 2023 erschien bei Diogenes Bergmanns erfolgreicher Roman Mameleben oder das gestohlene Glück, in dem er in erzählerischer Form das Leben mit seiner Mutter und deren Schicksal beschreibt. Bergmann arbeitete gemeinsam mit Anke Apelt an einem gleichnamigen Theaterstück. Im Herbst 2025 erscheint sein letzter Roman Gegen Abend. Noch vor dessen Veröffentlichung starb er im Juni 2025 im Alter von 80 Jahren in Berlin.

## Auszeichnungen
- Deutscher Industriefilmpreis
- New York Film Award
- Hessischer Drehbuchpreis 2016[3]

## Werke
- Die Ärztin. Historischer Roman über Dorothea Erxleben. Aufbau, Berlin 2010, ISBN 978-3-7466-2556-0 (zusammen mit Anke Apelt als „Anke Michel“).
- Alles was war. Erzählung. Arche, Zürich 2014; dtv, München 2015, ISBN 978-3-423-14457-5.
- Weinhebers Koffer. Roman. Dörlemann, Zürich 2015, ISBN 978-3-03820-016-1; dtv, München 2016, ISBN 978-3-423-14525-1.
- Mameleben oder das gestohlene Glück. Diogenes Verlag, Zürich 2023. ISBN 978-3-257-07225-9.

### Teilacher-Trilogie
- Die Teilacher. Roman. Arche, Zürich 2010; dtv, München 2011, ISBN 978-3-423-14030-0.
- Machloikes. Roman. Arche, Zürich 2011; dtv, München 2013, ISBN 978-3-423-14214-4.
- Herr Klee und Herr Feld. Roman. Arche, Zürich 2013; dtv, München 2014, ISBN 978-3-423-14359-2.

### Reihe Rabbi Silberbaum und Kommissar Berking
- Der Rabbi und der Kommissar – Du sollst nicht morden. Kriminalroman, Heyne-Verlag, München 2021. ISBN 978-3-453-44129-3.
- Der Rabbi und der Kommissar – Du sollst nicht begehren. Kriminalroman, Heyne-Verlag, München 2022. ISBN 978-3-453-44130-9.
- Der Rabbi und der Kommissar – Fremde Götter. Kriminalroman, Heyne, München 2023. ISBN 978-3-453-44200-9.
- Der Rabbi und der Kommissar – Du sollst nicht lügen. Kriminalroman, Heyne, München 2025. ISBN 978-3-453-42973-4.